# Luxemburgo nos Jogos Olímpicos de Verão de 2012

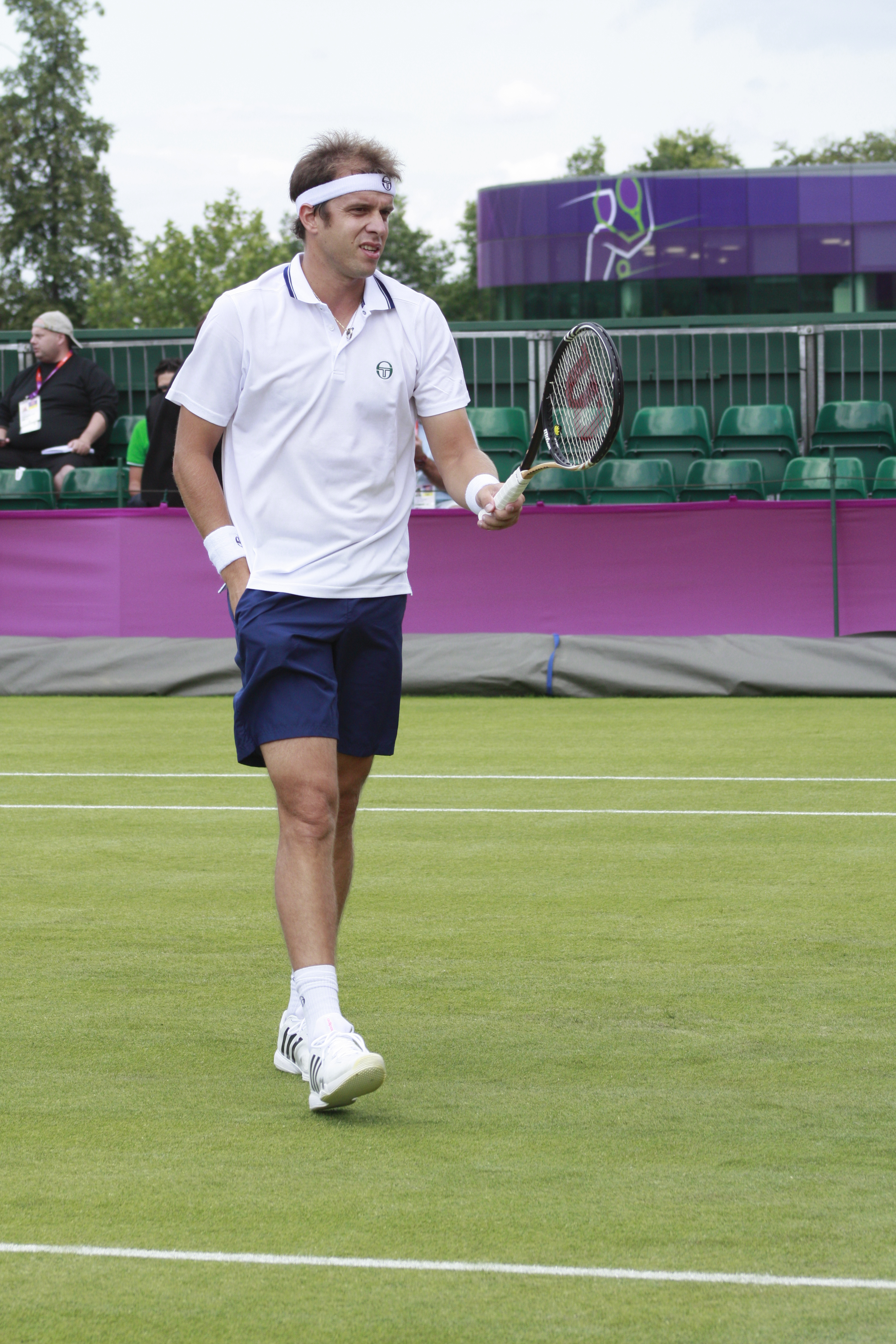
O Jogador de Tênis Gilles Mulller nos Jogos Olímpicos de Londres de Verão de 2012

Luxemburgo competiu nos Jogos Olímpicos de Verão de 2012, que aconteceram na cidade de Londres, no Reino Unido, de 27 de julho até 12 de agosto de 2012.

## Desempenho

### Natação
Masculino
| Atletas             | Evento       | Eliminatórias | Eliminatórias | Semifinal | Semifinal | Final       | Final       |
| Atletas             | Evento       | Tempo         | Posição       | Tempo     | Posição   | Tempo       | Posição     |
| ------------------- | ------------ | ------------- | ------------- | --------- | --------- | ----------- | ----------- |
| Raphael Stacchiotti | 400 m medley | 4min17s20     | 18º           |           |           | Não avançou | Não avançou |

### Tênis
Masculino
| Atleta        | Evento  | Fase de 64              | Fase de 32                                 | Fase de 16             | Quartas                | Semifinais             | Final                  | Final       |
| Atleta        | Evento  | Adversário e resultado  | Adversário e resultado                     | Adversário e resultado | Adversário e resultado | Adversário e resultado | Adversário e resultado | Posição     |
| ------------- | ------- | ----------------------- | ------------------------------------------ | ---------------------- | ---------------------- | ---------------------- | ---------------------- | ----------- |
| Gilles Müller | Simples | ROU A. Ungur V 6-3, 6-3 | UZB D. Istomin D 7-6 (7–4), 6-7 (3–7), 5-7 | Não avançou            | Não avançou            | Não avançou            | Não avançou            | Não avançou |

### Tênis de mesa
Classificado para o individual feminino:
- Xialian Ni

### Tiro com arco
| Atleta        | Prova                | Rodada de classificação | Rodada de classificação | Ronda dos 64                            | Ronda dos 32           | Ronda dos 16           | Quartos-finais         | Semifinais             | Final                  | Final       |
| Atleta        | Prova                | Placar                  | Pos.                    | Adversário e resultado                  | Adversário e resultado | Adversário e resultado | Adversário e resultado | Adversário e resultado | Adversário e resultado | Pos.        |
| ------------- | -------------------- | ----------------------- | ----------------------- | --------------------------------------- | ---------------------- | ---------------------- | ---------------------- | ---------------------- | ---------------------- | ----------- |
| Jeff Henckels | Individual masculino | 654                     | 49º                     | NED R. van der Ven D 0-2, 1-1, 0-2, 1-1 | Não avançou            | Não avançou            | Não avançou            | Não avançou            | Não avançou            | Não avançou |